# Canton de Thénac
Le canton de Thénac est une circonscription électorale française du département de la Charente-Maritime créée par le décret du 27 février 2014 et entrée en vigueur lors des élections départementales de 2015.

## Histoire
Un nouveau découpage territorial de la Charente-Maritime entre en vigueur en mars 2015, défini par le décret du 27 février 2014, en application des lois du 17 mai 2013 (loi organique 2013-402 et loi 2013-403). Les conseillers départementaux sont, à compter de ces élections, élus au scrutin majoritaire binominal mixte. Les électeurs de chaque canton élisent au Conseil départemental, nouvelle appellation du Conseil général, deux membres de sexe différent, qui se présentent en binôme de candidats. Les conseillers départementaux sont élus pour 6 ans au scrutin binominal majoritaire à deux tours, l'accès au second tour nécessitant 12,5 % des inscrits au 1er tour. En outre la totalité des conseillers départementaux est renouvelée. Ce nouveau mode de scrutin nécessite un redécoupage des cantons dont le nombre est divisé par deux avec arrondi à l'unité impaire supérieure si ce nombre n'est pas entier impair, assorti de conditions de seuils minimaux. En Charente-Maritime, le nombre de cantons passe ainsi de 51 à 27. 
Le nouveau canton de Thénac est formé de communes des anciens cantons de Gémozac (4 communes), de Pons (7 communes), de Saintes-Est (4 communes), de Saintes-Ouest (5 communes) et de Saujon (5 communes). A l'origine entièrement inclus dans l'arrondissement de Saintes, le territoire de ce nouveau canton s'affranchit des limites d'arrondissements avec l'arrêté du 30 décembre 2016 prenant effet au 1er janvier 2017 qui modifie le périmètre des arrondissements du département : il compte désormais 4 communes incluses dans l'arrondissement de Jonzac et 21 dans l'arrondissement de Saintes. Le bureau centralisateur est fixé à Thénac.

## Représentation
| Période élective | Période élective | Mandat | Mandat   | Identité         | Nuance | Nuance | Qualité                                                                                              |
| ---------------- | ---------------- | ------ | -------- | ---------------- | ------ | ------ | --- |
| 2015             | 2021             | 2015   | 2021     | Alexandre Grenot |        | DVD    | Agriculteur - Adjoint au maire des Gonds (maire depuis 2020) Vice-Président du Conseil départemental |
| 2015             | 2021             | 2015   | 2021     | Sylvie Mercier   |        | DVD    | Assistante de direction - Conseillère municipale de Thénac (maire depuis 2020)                       |
| 2021             | 2028             | 2021   | en cours | Alexandre Grenot |        | DVD    | Conseiller sortant                                                                                   |
| 2021             | 2028             | 2021   | en cours | Sylvie Mercier   |        | DVD    | Conseillère sortante                                                                                 |

### Résultats détaillés

#### Élections de mars 2015
À l'issue du 1er tour des élections départementales de 2015, deux binômes sont en ballottage : Alexandre Grenot et Sylvie Mercier (Union de la Droite, 41,6 %) et Isabelle Mayard et Michel Pelletier (DVG, 21,76 %). Le taux de participation est de 50,67 % (7 529 votants sur 14 859 inscrits) contre 50,08 % au niveau départemental et 50,17 % au niveau national.
Au second tour, Alexandre Grenot et Sylvie Mercier (Union de la Droite) sont élus avec 57,27 % des suffrages exprimés et un taux de participation de 50,44 % (3 878 voix pour 7 495 votants et 14 859 inscrits).

#### Élections de juin 2021
Le premier tour des élections départementales de 2021 est marqué par un très faible taux de participation (33,26 % au niveau national). Dans le canton de Thénac, ce taux de participation est de 37,24 % (5 921 votants sur 15 898 inscrits) contre 33,83 % au niveau départemental. À l'issue de ce premier tour, deux binômes sont en ballottage : Alexandre Grenot et Sylvie Mercier (DVD, 47,94 %) et Christian Dugué et Martine Fouquet (DVG, 22,77 %).
Le second tour des élections est marqué une nouvelle fois par une abstention massive équivalente au premier tour. Les taux de participation sont de 34,3 % au niveau national, 34,56 % dans le département et 36,34 % dans le canton de Thénac. Alexandre Grenot et Sylvie Mercier (DVD) sont élus avec 65,95 % des suffrages exprimés (3 507 voix pour 5 779 votants et 15 904 inscrits),,.

## Composition
Le nouveau canton de Thénac comprend vingt-cinq communes entières.
| Nom                            | Code Insee | Intercommunalité                          | Superficie (km2) | Population (dernière pop. légale) | Densité (hab./km2) | Modifier                                    |
| ------------------------------ | ---------- | ----------------------------------------- | ---------------- | --------------------------------- | ------------------ | ------------------------------------------- |
| Thénac (bureau centralisateur) | 17444      | CA Saintes - Grandes Rives - L'Agglo      | 19,17            | 1 702 (2022)                      | 89                 | modifier les données · modifier les données |
| Berneuil                       | 17044      | CC de Gémozac et de la Saintonge Viticole | 25,45            | 1 163 (2022)                      | 46                 | modifier les données · modifier les données |
| Brives-sur-Charente            | 17069      | CC de la Haute Saintonge                  | 5,94             | 219 (2022)                        | 37                 | modifier les données · modifier les données |
| Chermignac                     | 17102      | CA Saintes - Grandes Rives - L'Agglo      | 13,43            | 1 274 (2022)                      | 95                 | modifier les données · modifier les données |
| La Clisse                      | 17112      | CA Saintes - Grandes Rives - L'Agglo      | 5,18             | 744 (2022)                        | 144                | modifier les données · modifier les données |
| Colombiers                     | 17115      | CA Saintes - Grandes Rives - L'Agglo      | 7,14             | 301 (2022)                        | 42                 | modifier les données · modifier les données |
| Corme-Royal                    | 17120      | CA Saintes - Grandes Rives - L'Agglo      | 27,18            | 1 969 (2022)                      | 72                 | modifier les données · modifier les données |
| Coulonges                      | 17122      | CC de la Haute Saintonge                  | 9,16             | 227 (2022)                        | 25                 | modifier les données · modifier les données |
| Courcoury                      | 17128      | CA Saintes - Grandes Rives - L'Agglo      | 12,66            | 717 (2022)                        | 57                 | modifier les données · modifier les données |
| Les Gonds                      | 17179      | CA Saintes - Grandes Rives - L'Agglo      | 12,96            | 1 759 (2022)                      | 136                | modifier les données · modifier les données |
| La Jard                        | 17191      | CA Saintes - Grandes Rives - L'Agglo      | 8,48             | 427 (2022)                        | 50                 | modifier les données · modifier les données |
| Luchat                         | 17214      | CA Saintes - Grandes Rives - L'Agglo      | 4,67             | 513 (2022)                        | 110                | modifier les données · modifier les données |
| Montils                        | 17242      | CA Saintes - Grandes Rives - L'Agglo      | 23,64            | 871 (2022)                        | 37                 | modifier les données · modifier les données |
| Pérignac                       | 17273      | CC de la Haute Saintonge                  | 27,56            | 959 (2022)                        | 35                 | modifier les données · modifier les données |
| Pessines                       | 17275      | CA Saintes - Grandes Rives - L'Agglo      | 9,05             | 799 (2022)                        | 88                 | modifier les données · modifier les données |
| Pisany                         | 17278      | CA Saintes - Grandes Rives - L'Agglo      | 6,59             | 775 (2022)                        | 118                | modifier les données · modifier les données |
| Préguillac                     | 17289      | CA Saintes - Grandes Rives - L'Agglo      | 6,60             | 438 (2022)                        | 66                 | modifier les données · modifier les données |
| Rétaud                         | 17296      | CC de Gémozac et de la Saintonge Viticole | 19,92            | 1 057 (2022)                      | 53                 | modifier les données · modifier les données |
| Rioux                          | 17298      | CC de Gémozac et de la Saintonge Viticole | 18,98            | 977 (2022)                        | 51                 | modifier les données · modifier les données |
| Rouffiac                       | 17304      | CA Saintes - Grandes Rives - L'Agglo      | 5,85             | 503 (2022)                        | 86                 | modifier les données · modifier les données |
| Saint-Sever-de-Saintonge       | 17400      | CA Saintes - Grandes Rives - L'Agglo      | 8,13             | 648 (2022)                        | 80                 | modifier les données · modifier les données |
| Salignac-sur-Charente          | 17418      | CC de la Haute Saintonge                  | 10,22            | 609 (2022)                        | 60                 | modifier les données · modifier les données |
| Tesson                         | 17441      | CC de Gémozac et de la Saintonge Viticole | 12,13            | 1 144 (2022)                      | 94                 | modifier les données · modifier les données |
| Thézac                         | 17445      | CC de Gémozac et de la Saintonge Viticole | 12,42            | 332 (2022)                        | 27                 | modifier les données · modifier les données |
| Varzay                         | 17460      | CA Saintes - Grandes Rives - L'Agglo      | 14,04            | 847 (2022)                        | 60                 | modifier les données · modifier les données |
| Canton de Thénac               | 1724       |                                           | 326,55           | 20 974 (2022)                     | 64                 | modifier les données                        |

## Démographie
En 2022, le canton comptait 20 974 habitants, en évolution de +3,18 % par rapport à 2016 (Charente-Maritime : +4,04 %, France hors Mayotte : +2,11 %).
| 2013   | 2018   | 2022   |
| ------ | ------ | ------ |
| 19 879 | 20 636 | 20 974 |